# 杂原子

吡啶為杂环化合物，其中的杂原子是氮

杂原子（heteroatom）是指有機化合物中，除了碳和氢以外的其他原子。一般指在分子骨架（特别是环系）中替换碳的原子。氮、氧、硫、磷、硼、氯、溴、碘等都是常见的杂原子。若有機化合物中有包括杂原子的環，稱為杂环化合物（heterocyclic compound）。
在描述蛋白質結構時，特別在蛋白質資料庫中，雜原子的欄位（HETATM）是描述不屬於生物聚合物的一些小分子中的原子。